# Myopa vesiculosa
Myopa vesiculosa is een vliegensoort uit de familie van de blaaskopvliegen (Conopidae). De wetenschappelijke naam van de soort is voor het eerst geldig gepubliceerd in 1823 door Say.